# سان فرناندو
سان فرناندو (بالإنجليزية: City of San Fernando )‏ هي مدينة في الفلبين، تقع في لا يونيون ، وهي عاصمتها، بلغ عدد سكانها 121,812  نسمة وذلك حسب إحصائيات سنة 2015، تبلغ مساحتها 102.72 كيلومتر مربع، رمزها البريدي هو 2500.

## الموقع
تشترك في الحدود مع:
- San Juan, La Union [الإنجليزية]‏
- San Gabriel, La Union [الإنجليزية]‏
- Naguilian, La Union [الإنجليزية]‏
- Bauang [الإنجليزية]‏
- Bagulin [الإنجليزية]‏.